# Amerus polonicus
Amerus polonicus är en kvalsterart som beskrevs av Kulczynski 1902. Amerus polonicus ingår i släktet Amerus och familjen Ameridae. Inga underarter finns listade i Catalogue of Life.